# L'ora del leone
L'ora del leone è un romanzo giallo del 2000 scritto da Nelson DeMille.
Ha come protagonista John Corey.

## Trama
All'aeroporto di New York, in una soleggiata mattina di primavera una squadra di agenti speciali sta aspettando l'atterraggio del volo Trans-Continental 175 proveniente da Parigi. A bordo, scortato da due agenti dei servizi segreti americani, c'è un pericoloso terrorista libico, Asad Khalil, 30 anni, noto come "il Leone". Sembra una normale operazione di routine, ma presto si rivela la mossa iniziale di una terribile partita: prima dell'arrivo l'aereo interrompe le comunicazioni con la torre di controllo e atterra come un fantasma: tutti i passeggeri, i piloti e la scorta, sono morti ma non si trova traccia di Khalil. Si sospetta che siano stati uccisi da un gas tossico. Coinvolti nel gioco si trovano John Corey, ex poliziotto della Squadra Omicidi di New York, ora agente speciale dell'antiterrorismo, e il suo diretto superiore, l'avvenente e glaciale Kate Mayfield. Khalil, che ha perso la sua famiglia durante l'operazione El Dorado Canyon (l'attacco aereo degli Stati Uniti alla Libia nel 1986), ha uno spietato desiderio di vendetta e ben presto l'America viene attraversata da una scia di sangue, mentre John e Kate scoprono quanto sia facile trasformarsi da cacciatori in prede. Corey sa che per sopravvivere non sono più ammessi indugi: sta per scoccare l'ora del Leone.

## Edizioni
- Nelson DeMille, L'ora del leone, traduzione di Renato Pera, Arnoldo Mondadori Editore.